# Vv Noordwijk
Voetbalvereniging Noordwijk is een op 4 maart 1933 opgerichte Nederlandse amateurvoetbalvereniging uit Noordwijk, Zuid-Holland. Het standaardelftal komt al sinds de oprichting uit in de top van het amateurvoetbal. 

## Geschiedenis
Van 1961/62 tot en met 2009/10 speelde Noordwijk 47 jaar op het hoogst mogelijke zaterdagamateurniveau (achtereenvolgens in de Tweede klasse, Eerste klasse en Hoofdklasse). Noordwijk legde in deze periode beslag op tien klasse kampioenschappen, twee zaterdagkampioenschappen en twee algehele titels (1973 en 1980). De club speelde altijd al op zaterdag en tekende het convenant dat opgesteld was tussen de KNVB en de Belangenvereniging Zaterdagvoetbal (BZV) om te kunnen garanderen dat wedstrijden op zaterdag gespeeld kunnen worden.

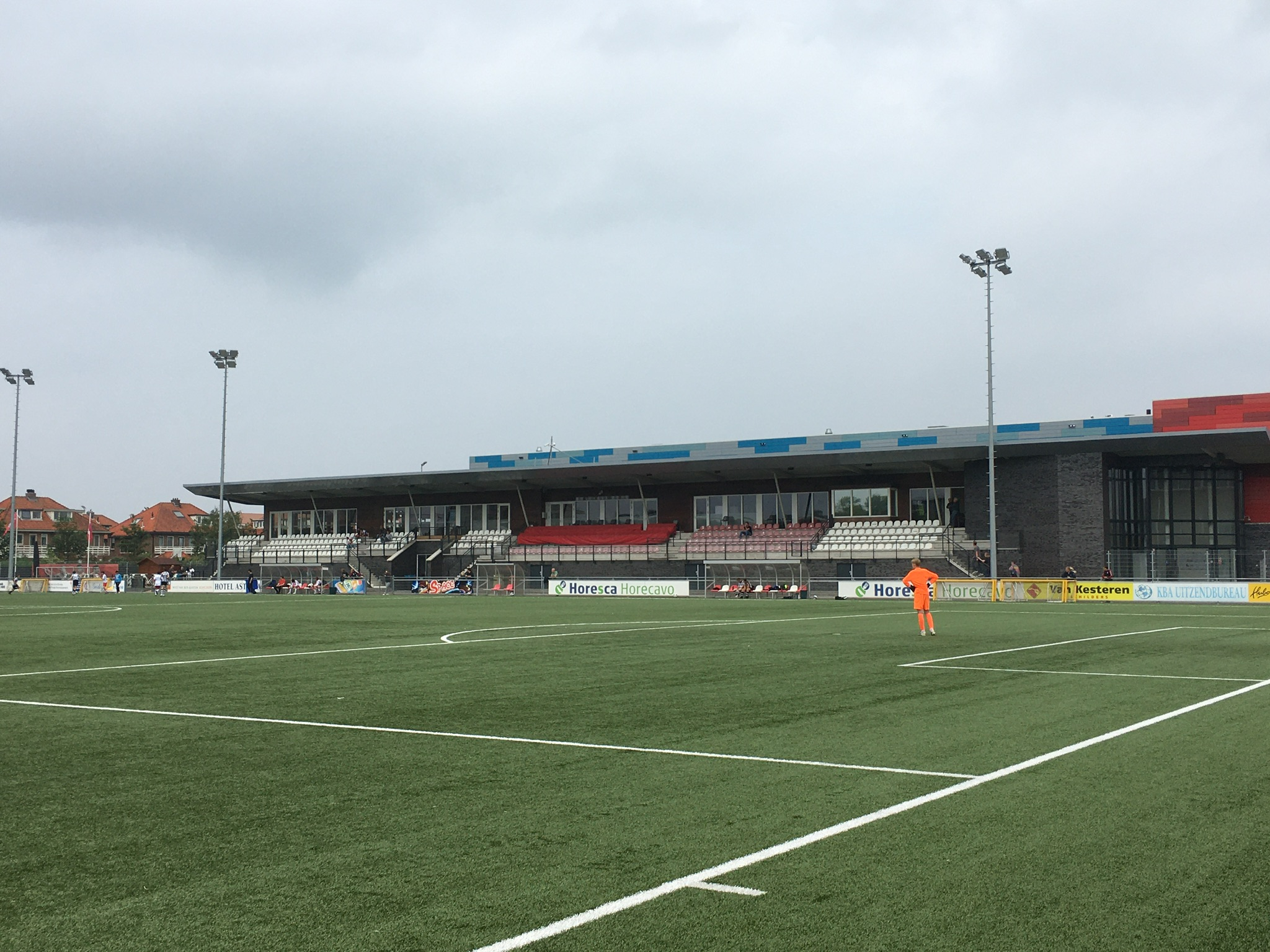
Hoofdveld van sportpark Duinwetering

In het seizoen 2009/10 kwalificeerde de club zich niet voor de in het seizoen 2010/11 nieuw ingestelde Topklasse, en degradeerde daarmee indirect naar het tweede amateurniveau. Het jaar hier op promoveerde Noordwijk als kampioen (van Zaterdag Hoofdklasse A) weer naar het hoogste amateurniveau na een zinderende beslissingswedstrijd tegen de buren van Quick Boys, die in de verlenging gewonnen werd met 1-0.
Na degradatie in het seizoen 2013/14 speelde de club vier seizoenen in de Zaterdag Hoofdklasse A en promoveerde in het seizoen 2017/18 naar de, tijdens het verblijf in de Hoofdklasse opgerichte, Derde divisie. In het eerste seizoen (2018/19) uitkomend in deze divisie werd Noordwijk kampioen en promoveerde daarmee naar de hoogste klasse van het amateurvoetbal, de Tweede divisie.
De voetbalvereniging heeft ongeveer 1100 leden en rond de 250 donateurs, vijftien seniorenteams en meer dan 30 jeugdteams waarvan de jongsten uitkomen in een eigen competitie. Noordwijk is al meerdere malen sparringpartner geweest voor het Nederlands elftal.
Op 6 juni 2015 introduceerde vv Noordwijk een nieuw logo, waarop de Noordwijkse vuurtoren afgebeeld staat.

## Erelijst
Kampioenschappen
Algeheel amateurkampioen van Nederland: 
 1973, 1980
Landskampioen zaterdagamateurs: 
 1973, 1980
Derde divisie: 
 2019
Hoofdklasse: 
 1999, 2011, 2018
Eerste klasse: 
 1973, 1976, 1978, 1980, 1981, 1983
Tweede klasse: 
 1963, 1968, 1970
Derde klasse: 
 1961
Vierde klasse: 
 1948, 1958
N.B. kampioenschappen 1963-1999 (10x) op het hoogst mogelijke zaterdagamateurniveau
Beker
Districtsbeker:
1991 (Winnaar districtsbeker West II)
1993 (Winnaar LD Cup)
1996 (Winnaar Fair play cup)
2007 (Finalist districtsbeker West II)
2016 (Winnaar district beker West II)
2017 (Winnaar district beker West II)
KNVB beker:
1978/79 (1/8 finale)
2010/11 (1/4 finale)
2011/12 (2e ronde)
2018/19 (2e ronde)

## Sportpark Duinwetering
Noordwijk speelt de wedstrijden op het Sportpark Duinwetering Dit sportpark is in 2014-2015 totaal gerenoveerd.

## Supportersclub
De achterban van vv Noordwijk heeft zich verenigd in "Supportersclub vv Noordwijk". Met ruim 500 leden is dit voor amateurbegrippen een grote supportersclub. De Supportersclub vv Noordwijk is opgericht op 25 juni 1970 en is een zelfstandige vereniging, die opereert binnen de voetbalvereniging. Het doel van de Supportersclub is het organiseren van leuke en gezellige activiteiten voor de supporters. Verder heeft de Supporterslub als doel de relatie tussen vv Noordwijk en haar supporters te bevorderen, maar behartigt zij ook de belangen van alle supporters van vv Noordwijk en met name van de leden van de Supportersclub. Zij fungeren als tussenpersoon tussen supporters en vv Noordwijk bij eventuele problemen of wanneer supportersinspraak mogelijk is.

## Competitieresultaten 1942–heden
| 2 4A |

| 3 4B |

| 5 4B |

|  |

| 5 4D |

| 2 4A |

| 1 4A |

| 5 3A |

| 3 3A |

| 3 3A |

| 7 3A |

| 2 3A |

| 10 3A |

| 2 4A |

| 3 4B |

| 2 4A |

| 1 4A |

| 7 3A |

| 6 3A |

| 1 3A |

| 2 |

| 1 2A |

| 4 2B |

| 5 2A |

| 2 2A |

| 4 2B |

| 1 2B |

| 3 2B |

| 1 2B |

| 3 1A |

| 6 1B |

| 1 1A |

| 8 1B |

| 2 1A |

| 1 1A |

| 5 1A |

| 1 1A |

| 4 1A |

| 1 1A |

| 1 1A |

| 4 1A |

| 1 1A |

| 2 1B |

| 2 1A |

| 3 1B |

| 3 1A |

| 4 1A |

| 7 1A |

| 3 1B |

| 4 1A |

| 4 1A |

| 6 1A |

| 10 1A |

| 10 1A |

| 5 1A |

| 3 A |

| 8 A |

| 1 A |

| 2 A |

| 5 A |

| 7 A |

| 8 A |

| 11 A |

| 7 A |

| 6 A |

| 3 A |

| 7 A |

| 9 A |

| 7 A |

| 2 A |

| 4 |

| 9 |

| 13 |

| 7 B |

| 2 B |

| 3 A |

| 1 A |

| 1 |

| -- |

| -- |

| 7 |

| 9 |

| 14 |

| 15 |

2010/11: De beslissingswedstrijd op 21 mei om het kampioenschap in de Hoofdklasse zaterdag A werd op eigen terrein met 1-0 (na verlenging) gewonnen van Quick Boys.
2019/20: Dit seizoen werd na 24 speelrondes stopgezet vanwege de uitbraak van het COVID-19-virus. Er werd voor dit seizoen geen eindstand vastgesteld.
2020/21: Dit seizoen werd na 6 speelrondes stopgezet vanwege de uitbraak van het COVID-19-virus. Er werd voor dit seizoen geen eindstand vastgesteld.
| Tweede Divisie | Derde divisie Topklasse | Hoofdklasse | Eerste klasse | Tweede klasse | Derde klasse | Vierde klasse |

In elke staaf van de grafiek staat van boven naar beneden vermeld: 
- Eindnotering

Dit is de positie die de club heeft bereikt in de competitie, zonder eventuele beslissings-, play-off- of nacompetitiewedstrijden die nodig zijn geweest om bijvoorbeeld de kampioen van de competitie te bepalen.
Indien een * achter het getal staat is de notering een tussenstand en kan het zijn dat de notering niet overeenkomt met de uiteindelijke eindstand van de competitie.
Staat er een - dan is het seizoen nog bezig en is er geen definitieve uitslag bekend.
Staat er xx op de positie van de notering, dan heeft de club vroegtijdig de competitie verlaten. Dit kan onder andere komen door terugtrekking van het team, faillissement van de club of door een uitgedeelde straf van de KNVB. In veel gevallen staat elders in het artikel de reden vermeld.
Staat er een ? dan is het resultaat uit het verleden onbekend, en is alleen de competitie of het niveau bekend van dat seizoen.
In de seizoenen 2019/20 en 2020/21 werd wegens de coronacrisis het amateurvoetbal afgebroken. Daardoor kennen deze staven geen eindklassering (middels -- weergegeven).
- Competitieniveau en afdelingsletter of Officiële eindstand Eredivisie
  - Competitieniveau en afdelingsletter

Hierbij geeft het getal het niveau weer, dat ook terug te vinden is in de legenda. De letter is de afdelingsaanduiding en wordt gebruikt wanneer er meer afdelingen zijn op hetzelfde niveau. De afdelingsletter is altijd een hoofdletter en wordt meestal zonder nummer gebruikt.
Voorbeeld: 2F is niveau 2e klasse competitie F.
Het competitieniveau en nummer wordt niet vermeld wanneer er slechts één competitie van dit niveau was.
  - Officiële eindstand Eredivisie (getal staat tussen haakjes vermeld)

Sinds de introductie van play-offwedstrijden voor Europees voetbal na afloop van de reguliere competitie in 2005/06, is de KNVB verplicht een eindstand van de Eredivisie door te geven aan de UEFA aan de hand van deze play-offwedstrijden.
Bij deze eindstand staan clubs die zich hebben gekwalificeerd voor Europees voetbal hoger dan clubs die zich niet wisten te kwalificeren. Indien er geen verschil was tussen de eindnotering en de officiële eindstand, staat dit getal niet vermeld.

- Onderafdeling

Hier staat afgekort de naam van de onderafdeling indien de club in dat jaar in een onderafdeling uitkwam. Tevens staat deze afkorting in de legenda en wordt gelinkt naar het artikel over deze onderafdeling. Deze afkorting wordt alleen vermeld wanneer de club in het verleden in verschillende onderafdelingen heeft gespeeld. Deze vermelding is in de staaf altijd in kleine letters. Deze onderafdelingen zijn na het seizoen 1995/96 afgeschaft. Heeft de club in slechts één onderafdeling gespeeld, dan is dit alleen terug te vinden in de legenda.
Onder de staaf staat het jaartal vermeld waarin het seizoen is afgesloten. 15 verwijst naar het seizoen 2014/15 of eventueel het seizoen 1914/15.
Wanneer een staaf leeg is, zijn deze gegevens niet bekend. Het kan ook zijn dat de club dat seizoen niet heeft meegespeeld op het hogere amateurniveau, vroegtijdig de competitie heeft verlaten of uit de competitie is gezet.

In het seizoen 1944/45 was er wegens de Tweede Wereldoorlog geen regulier competitievoetbal.

## Noordwijk in de KNVB Beker
Dit schema laat de resultaten zien van Noordwijk tegen profclubs in de KNVB Beker.
| Seizoen | Ronde       | Wedstrijd                       | Uitslag        |
| ------- | ----------- | ------------------------------- | -------------- |
| 1973/74 | 1e ronde    | Noordwijk - Helmond Sport       | 2-2 (2-4 n.s.) |
| 1975/76 | 1e ronde    | Noordwijk - HFC Haarlem         | 0-3            |
| 1978/79 | 2e ronde    | HFC Haarlem - Noordwijk         | 2-2 (3-4 n.s.) |
| 1978/79 | 3e ronde    | Noordwijk - FC Volendam         | 1-3            |
| 1980/81 | 1e ronde    | Noordwijk - FC Volendam         | 1-3            |
| 1981/82 | 1e ronde    | BV Veendam - Noordwijk          | 2-0            |
| 1983/84 | 1e ronde    | Noordwijk - SC Heracles '74     | 0-3            |
| 1984/85 | 1e ronde    | Noordwijk - BV Veendam          | 4-2            |
| 1984/85 | 2e ronde    | MVV Maastricht - Noordwijk      | 5-0            |
| 1986/87 | 1e ronde    | Noordwijk - Telstar             | 3-1            |
| 1990/91 | 1e ronde    | Noordwijk - NAC Breda           | 1-5            |
| 1991/92 | 1e ronde    | BV Emmen - Noordwijk            | 2-1            |
| 1992/93 | 2e ronde    | Noordwijk - Helmond Sport       | 0-1            |
| 1993/94 | 2e ronde    | ACV - FC Den Haag               | 2-5            |
| 1997/98 | Groep 7     | Dordrecht '90 - Noordwijk       | 4-1            |
| 1997/98 | Groep 7     | Noordwijk - FC Utrecht          | 3-1            |
| 1999/00 | Groep 10    | Noordwijk - AZ Alkmaar          | 2-4            |
| 1999/00 | 2e ronde    | Fortuna Sittard - Noordwijk     | 2-0            |
| 2000/01 | Groep 2     | Noordwijk - SBV Exelsior        | 1-4            |
| 2000/01 | 2e ronde    | Noordwijk - NEC Nijmegen        | 1-2            |
| 2001/02 | Groep 1     | Noordwijk - AZ Alkmaar          | 1-3            |
| 2001/02 | Groep 1     | Noordwijk - HFC Haarlem         | 1-6            |
| 2002/03 | Groep 3     | Stormvogels Telstar - Noordwijk | 6-1            |
| 2003/04 | 1e ronde    | Noordwijk - FC Zwolle           | 1-7            |
| 2010/11 | kwartfinale | RKC Waalwijk - Noordwijk        | 6-0            |
| 2011/12 | 2e ronde    | Noordwijk - AFC Ajax            | 1-3            |
| 2013/14 | 3e ronde    | Vitesse - Noordwijk             | 5-0            |
| 2015/16 | 2e ronde    | Noordwijk - NEC Nijmegen        | 0-3            |
| 2017/18 | 1e ronde    | Noordwijk - Fortuna Sittard     | 0-1            |
| 2018/19 | 1e ronde    | Noordwijk - Sparta Rotterdam    | 3-2            |
| 2018/19 | 2e ronde    | FC Twente - Noordwijk           | 4-2            |
| 2023/24 | 1e ronde    | Noordwijk - ADO Den Haag        | 0-1            |
| 2024/25 | 1e ronde    | Noordwijk - FC Dordrecht        | 2-1            |
| 2024/25 | 2e ronde    | Noordwijk - Willem II           | 2-1            |
| 2024/25 | kwartfinale | Go Ahead Eagles - Noordwijk     | 3-1            |

## Bekende (oud-)spelers
Een kleine greep uit de vele profvoetballers die vv Noordwijk voortbracht:
- Sabir Achefay
- Marcel Akerboom
- Mustafa Amezrine
- Richard Blonk
- Rob van Dijk
- Arjan van Heusden
- Youssef El Kachati
- Raymon Kuipers
- Bram Marbus
- Cees Marbus
- Ton Marijt
- Arnold Reinders
- Jesse Reinders
- André de Ridder
- Wesley de Ruiter
- Edwin van der Sar
- Joost Terol
- Leonard van Utrecht